# 赵郝
赵郝（?—?），战国时期赵国的官员。
前260年（周赧王五十五年、赵孝成王六年、秦昭襄王四十七年），长平之战，赵国大败，赵国四十万士卒投降但被秦将白起坑杀。赵孝成王在楼缓的建议下，准备派赵郝赴秦国订立和约，允以割让六个县。虞卿来到赵国，极力反对向秦国割地，于是赵郝没有成行。